# Théorie sociologique
Ne doit pas être confondu avec théorie sociale.
Pour un article plus général, voir Sociologie.
Les théories sociologiques tentent d'expliquer les phénomènes et comportements sociaux. Parmi elles, deux points de vue sont souvent opposés : le paradigme holistique ou structuraliste d'Émile Durkheim et le paradigme de l'action individuelle défini par Max Weber. Néanmoins, cette distinction est devenue trop caricaturale et ne permet pas de rendre compte de l'ensemble des paradigmes sociologiques.
Établir une typologie des paradigmes sociologiques est une tâche compliquée voire impossible en tant que la sociologie comporte un nombre important de théories qu'il s'agit ici de classer en un nombre restreint. Il s'agira donc ici de donner un aperçu des différentes manières de faire ces classements et des principales théories en sociologie.

## La multiplicité des courants
La sociologie est une discipline aux multiples paradigmes. Les paradigmes, courants, approches, écoles, ou mouvements sociologiques forment autant de pratiques différentes et d'opinions divergentes sur la nature de la sociologie ou de certains de ses aspects.
L'explication des phénomènes sociaux peut se faire de nombreuses manières en apportant des explications équivalentes et complémentaires. S'il y a aujourd'hui plusieurs traditions sociologiques, aucune ne peut prétendre résumer l'activité sociologique à elle seule, puisque chaque cadre théorique ne permet de voir qu'une simple partie de la complexité de la réalité, et donc il est impossible de décrire l'activité sociologique de façon consensuelle. En ce sens, tous les paradigmes explicatifs se valent. En effet, à l'inverse des sciences « dures » où les paradigmes se succèdent plus ou moins les uns après les autres à la suite d'une « révolution scientifique », les révolutions sociologiques multiplient le nombre de courants théoriques, sans discréditer l'ensemble des autres. En ce sens, Alain Caillé écrit : « il est déconcertant, et quelque peu décourageant, de constater que, plus que tout autre type de savoir institué, la discipline sociologique apparaît chaque jour davantage éclatée, tiraillée entre de multiples écoles et courants de pensée irréductibles. [...] La tentation est donc de plus en plus forte, pour un nombre croissant de sociologues, de renoncer à tout espoir de synthèse, ou, plus modestement, de repérage des traits généraux de la discipline. »
De nombreux sociologues se sont adonnés à la tâche d'établir une typologie des paradigmes en sociologie. Pour Randal Collins,, dont la distinction est présente dans de nombreux manuels de sociologie et sites de vulgarisation de la pensée sociologique américains,,,,,,, celle-ci se compose principalement de trois paradigmes : le fonctionnalisme, la théorie du conflit et l'interactionnisme symbolique. George Ritzer propose une autre classification en trois paradigmes : celui des faits sociaux, celui de la définition sociale et celui du comportement social. La proposition de Ritzer se rapproche de la dichotomie classique entre le holisme qui met la focale sur le groupe et l'individualisme qui la place sur l'individu. Entre les deux, l'interactionnisme accentue la relation entre l'individu et le groupe. Claude Dubar établit une autre typologie en quatre grands types de courants : les sociologies de la détermination sociale, les sociologies de l'action, les sociologies de la construction sociale et les sociologies de l'identité.

## Individu et société

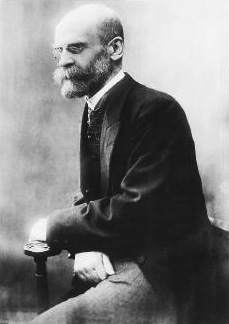
Émile Durkheim est le premier sociologue à avoir voulu faire de la sociologie une science qui étudie les faits sociaux.

Une première manière de présenter les courants sociologiques peut se faire à partir des paradigmes macrosociologique et microsociologique. Marquée par la confrontation entre les sociologies d'Émile Durkheim et de Max Weber,, aux fondements de la discipline, cette distinction repose principalement sur la relation entre individu et société et peut se comprendre comme l'opposition entre l'autonomie de l'agent libre et le diktat des structures sociales dans l'explication des comportements sociaux.

### Paradigme holiste ou structuraliste
La conception durkheimienne de la sociologie considère la société comme un tout, c'est-à-dire qu'elle préexiste à l’individu et les individus sont gouvernés par elle. Dans ce cadre, la société englobe les individus et la conscience individuelle n'est vue que comme un fragment de la conscience collective. Selon ce point de vue, l'objet des recherches sociologiques est le fait social, chose extérieure à l’individu et qui exerce une contrainte sur ce dernier. Les individus sont donc encadrés dans des institutions, elles-mêmes insérées dans des structures homologues les unes par rapport aux autres. En cela, la position des structuralistes accentue le fait que notre existence sociale est fortement prédéterminée par la structure sociale.
Outre Durkheim et son holisme, plusieurs courants sociologiques peuvent s'affilier à ce paradigme : la sociologie marxiste, le fonctionnalisme et le structuralisme. Parmi ces courants figurent Karl Marx, Bronislaw Malinowski, Herbert Spencer, Talcott Parsons, Niklas Luhmann ou encore Robert K. Merton.

### Paradigme de l'action individuelle
Le point de vue de Max Weber est le paradigme atomistique ou individualiste. Selon celui-ci, chaque individu est un atome social. Les individus agissent en fonction de motifs, d'intérêts, d’émotions propres et sont liés aux autres individus. Un système d'interactions constantes entre les individus produit et reproduit la société. Selon ce point de vue, l'objet des recherches sociologiques est la rationalité de l'acteur, afin de comprendre et d'expliquer l'action sociale car tous les phénomènes socio-économiques sont explicables à partir des individus. Ainsi, Francisco Naishtat définit l'individualisme méthodologique comme « la norme exigeant que les explications des phénomènes sociaux soient posées en termes d'agents humains individuels, de leurs actions et interactions, comprenant les croyances, les valeurs et les fins individuelles. » En cela, les tenants du paradigme individualiste mettent l'accent sur la capacité des individus, nommés agents, à modeler leur espace social ; en ce sens, ils ont plus d'influence que le système auquel ils appartiennent.
Outre la sociologie portée par Max Weber, de nombreux courants insistent sur l'agentivité des individus. C'est le cas de l'individualisme méthodologique ou de la théorie du choix rationnel. Parmi les tenants de ce paradigme, on peut citer Georg Simmel, James Coleman ou Raymond Boudon.

## Au-delà de la distinction individu/société
Il faut toutefois bien comprendre que ces paradigmes ne représentent pas l'ensemble des courants sociologiques, dont certains se sont justement construits en creux de cette opposition,,. En outre, la floraison de multiples courants théoriques rend très compliquée leur classification,,,.

### Le constructivisme social
Les années 1960 et 1970 sont marquées par le déclin des thèses fonctionnalistes et structuralistes. Sans remettre en cause le postulat déterministe du paradigme holiste, de nombreux sociologues se sont efforcés de renouveler cette approche en prenant en compte les marges de manœuvre des individus. Sans parler de détermination, ces sociologues de la construction sociale des individus adoptent une perspective complémentaire.
Pierre Bourdieu montre que les comportements des individus sont orientés par leur habitus, c'est-à-dire un ensemble de dispositions à agir héritées de la socialisation. L'action est donc prédéterminée à la fois par des phénomènes structurels (comme l'homologie structurale entre pratiques culturelles et classe sociale) et individuels (capital social).
Parmi les auteurs tenants d'une sociologie constructiviste, on peut citer principalement Anthony Giddens, Norbert Elias, Peter Berger et Thomas Luckmann.

### La perspective «mésosociologique»
De la même manière que le paradigme constructiviste s'est efforcé d'actualiser le structuralisme à la lumière du point de vue des acteurs, d'autres auteurs ont essayé, tout en restant proche du paradigme de l'action individuelle, de mêler agent et structure. L'appellation « mésosociologie » tient dans le fait qu'il s'agit non plus de s'intéresser à l'individu en soi, ni au système social, mais aux interactions, réseaux ou organisations.
Les principaux courants sociologiques derrière cette conception sont l'interactionnisme symbolique, l'ethnométhodologie, la théorie de l'acteur-réseau, la sociologie pragmatique et la sociologie relationnelle dont les figures sont, entre autres, Erving Goffman, Bruno Latour, Harold Garfinkel ou encore Harrison White.

## Autres perspectives de découpage

### Une distinction temporelle
D'autres perspectives soulignent l'opposition entre approche synchronique et approche diachronique. L'opposition entre individu et société – parfois remédiée par la perspective mésosociologique des organisations ou réseaux – se concentre uniquement sur ce que Michel Grossetti appelle une « échelle de masse », c'est-à-dire « le nombre d’acteurs impliqués dans un phénomène ». Il suggère d'ajouter une deuxième dimension, celle de la durée. Ainsi, on pourrait différencier les paradigmes du temps long comme les théories du conflit ou les approches en termes de sociogenèse que l'on peut retrouver chez Norbert Elias ou Michel Foucault par rapport à des approches plus statiques, qui offrent peu de places à la dimension temporelle.

### La conception du monde social
Les théories sociologiques sont basées sur certaines hypothèses de base (issue du sens commun, métaphysiques, épistémologiques ou morales) au sujet de la nature du monde social. Ces théories sont parfois vues comme antinomiques. Quelques théories, telles que la théorie néo-marxiste, la théorie féministe et des variantes du constructionisme social sont souvent motivées par un sens fort de justice sociale et concernées par la libération de l'oppression et de l'exploitation.
D'autres théories sociologiques peuvent être motivées par un souci d'objectivité et scientificité et par la neutralité apparente (qui peuvent nécessiter des engagements de valeur, parfois masqués, comme la conformité ou l'acceptation du statu quo dans une société donnée).
Une autre dimension des théories se rapporte à la nature du développement socio-historique et de l'état actuel du développement de diverses sociétés. Les distinctions sont employées au sujet des sociétés contemporaines dans la théorie sociologique incluent de larges tendances historiques telles que l'industrialisation, l'urbanisation, le sous-développement, et la globalisation et les étapes du développement telles que la modernité, le post-industriel, le sous-développement, la postmodernité, etc.

## Théories sociologiques
La plupart des « grandes » théories sociologiques sont développées à partir de paradigmes sociologiques particuliers (et deviennent une large école de pensée en sociologie). Voici les principales théories sociologiques :
- Le fonctionnalisme
- L'Individualisme méthodologique
- L'interactionnisme symbolique
- L'interactionnisme structural
- L'ethnométhodologie
- La théorie de la structuration
- Le constructivisme social
- La théorie critique
- La sociologie marxiste